# Прибужаны (Николаевская область)
Прибужаны (укр. Прибужани) — село в Вознесенском районе Николаевской области Украины.
Основано в 1753 году. Располагается на правом берегу реки Южный Буг, прямо напротив г. Вознесенск, фактически являясь его заречной частью. Находилось во владении князей Кантакузенов; до 1946 года называлось Кантакузовка (в начале XIX века — Кантакузинка). В отличие от Вознесенска, входившего в Елисаветградский (Бобринецкий) уезд, Кантакузовка первоначально относилась к Ольвиопольскому уезду; в 1828 г. — после передачи Ольвиополя в Управление военных поселений с утратой городом уездного статуса — переименованному в Тираспольский, а с 1834 г. — к вновь образованному, в основном, из восточной половины Тираспольского Ананьевскому уезду Херсонской губернии.
Население по переписи 2001 года составляло 2013 человек. Почтовый индекс — 56523. Телефонный код — 5134. Занимает площадь 1,575 км².

## Местный совет
56523, Николаевская обл., Вознесенский р-н, с. Прибужаны, ул. Одесская, 18

## Известные уроженцы
- Артёменко, Анатолий Павлович — Герой Советского Союза (27.06.1945), генерал-майор авиации в запасе.
- Хусид, Виктор Борисович — военачальник времён Великой Отечественной войны, генерал-майор.